# Mikania microdonta
Mikania microdonta é uma espécie de planta do gênero Mikania e da família Asteraceae. 

## Taxonomia
A espécie foi descrita em 1836 por Augustin-Pyramus de Candolle. 

## Forma de vida
É uma espécie terrícola e trepadeira. 

## Descrição
| Caule                       | Caule                            |
| --------------------------- | -------------------------------- |
| ramo                        | volúvel/piloso                   |
| medula                      | sólida                           |
| Folha                       |                                  |
| filotaxia                   | oposta                           |
| estípula interpeciolar      | ausente                          |
| lâmina                      | ovada                            |
| margem                      | denteada                         |
| base                        | cordada                          |
| ápice                       | longamente acuminado a caudado   |
| face adaxial                | glabrescente                     |
| face abaxial                | pilosa                           |
| venação                     | actinódromo 5 nervura basal      |
| textura                     | cartácea                         |
| Inflorescência              |                                  |
| padrão das sinflorescências | paniculada laxa/corimbiforme     |
| capítulo                    | pedicelado                       |
| bráctea sub involucral      | na base do pedicelo/linear longa |
| bráctea-involucral          | elíptica/ciliada/ápice agudo     |
| Flor                        |                                  |
| limbo com lacínia           | campanulado/maior que o tubo     |
| lacínia                     | triangular/glabra                |
| Fruto                       |                                  |
| cipsela                     | glabra                           |

## Conservação
A espécie faz parte da Lista Vermelha das espécies ameaçadas do estado do Espírito Santo, no sudeste do Brasil. A lista foi publicada em 13 de junho de 2005 por intermédio do decreto estadual nº 1.499-R. 

## Distribuição
A espécie é encontrada nos estados brasileiros de Distrito Federal, Goiás, Minas Gerais, Rio de Janeiro e São Paulo. 
Em termos ecológicos, é encontrada nos  domínios fitogeográficos de Cerrado e Mata Atlântica, em regiões com vegetação de cerrado e mata ciliar.